# SN 2006op
SN 2006op – supernowa typu Ia odkryta 17 listopada 2006 roku w galaktyce A212131+0059. W momencie odkrycia miała maksymalną jasność 21,60m.